# Getin Holding
Getin Holding S.A. — польська фінансова група, заснована в 1996 з головним офісом у м. Вроцлав. Сфери діяльності: роздрібні банківські послуги, автокредитування, лізинг, іпотека, посередництво в страхуванні. Акції компанії котируються з 2001 року на Варшавській фондовій біржі.
В склад Getin Holding входять компанії, що надають фінансові послуги: Idea Bank (Польща), Idea Leasing, Idea Expert, Tax Care, M.W. Trade, Idea Bank (Україна), Idea Bank (Білорусь), Idea Bank (Румунія), Carcade (Росія).
Головною ціллю холдингу є здобуття максимальної ефективності при утриманні помірного рівня інвестиційних ризиків.
Станом на 26 березня 2018, 54,97% акціями Getin Holding володіє польський підприємець Лешек Чарнецький.